# Chỉ số chuyển giao phát triển
Chỉ số chuyển giao phát triển (Commitment to Development Index – CDI) được Trung tâm phát triển toàn cầu (Center for Global Development) cống bố thường niên nhằm đánh giá mức độ giúp đỡ của 21 quốc gia công nghiệp phát triển đối với các quốc gia nghèo trong quá trình tạo dựng xã hội thịnh vượng, chính phủ lành mạnh và an ninh quốc gia.
Điểm của mỗi nước được tính chung dựa trên 7 vùng chính sách và hành động mà mỗi nước giàu dành cho các nước nghèo.

## Phương pháp luận và phạm vi
7 chính sách và hành động hợp thành chỉ số CDI gồm: viện trợ phát triển (hoàn lại & không hoàn lại), thương mại, đầu tư, di cư, môi trường, an ninh, công nghệ.

## Tổng quan về CDI 2007
Theo báo cáo công bố ngày 10/10/2007 của Trung tâm phát triển toàn cầu (CGD), 4 nước đứng đầu về chỉ số chuyển giao phát triển năm 2007 lần lượt là Hà Lan, Đan Mạch, Thụy Điển, Na Uy; bốn nước đứng cuối lần lượt là Bồ Đào Nha, Ý, Hy Lạp, Nhật Bản.